# ویلیام هوپ میکلجان
ویلیام هوپ میکلجان (انگلیسی: William Hope Meiklejohn; ۱ ژانویهٔ ۱۸۴۵ – 1909) فرد نظامی بود. او در درجات نظامی پیشرفت کرد در تاریخ ۲۴ مه ۱۸۷۱ رتبه کاپیتان به وی عطا شد و در نهایت مورخه   ۱۹ مارس ۱۹۰۰ به درجه سرتیپی نائل گشت. او همچنین فرماندهی ارتش هندی بریتانیایی را عهده‌دار بود. او در ۲ اوت ۱۸۹۷ در نبرد مالاکند شرکت کرد. او در سال ۱۸۹۳ با مود لوئیسا ازدواج کرد.
همچنین برندهٔ جوایزی همچون نشان حمام شده‌است.